# Armiñon
Armiñon (Armiñón en castellà) és un municipi d'Àlaba, de la Quadrilla d'Añana. El municipi està format per tres pobles, que al seu torn formen concejos: Armiñon, que és la principal població i capital del municipi., Estavillo i Lacorzana, que per la seva escassa població es va extingir com concejo i actualment és administrat directament pel municipi.

## Història
Armiñon ha estat històricament una important zona de passada des de l'època de la romanització. Dels pobles que integren el municipi es creu que el més antic és Estavillo, per la seva ubicació sobre un promontori. Apareix esmentat per primera vegada en un document de donació de l'any 871 sota la denominació de Vila Stabellu. Armiñon va sorgir com un assentament lligat a Estavillo en la zona més baixa i menys protegida de la vall prop del riu Zadorra. L'estratègica situació de Armiñon al costat del riu Zadorra i en una cruïlla de camins, va fer d'aquesta població el lloc ideal per a situar un pont que articulava els camins procedents de La Rioja i Burgos cap al nord, així com una venda per al descans dels caminants. Armiñon apareix esmentat en el Cartulari de San Millán del segle xi sota la denominació d'Aramingon.
Durant l'edat mitjana Estavillo i Armiñon estan unides i pertanyen des del segle xiii a la jurisdicció de la vila de Treviño. Armiñón i Estavillo es van separar de Treviño a principis del segle xv arran d'un plet. Ambdós llogarets van formar des del segle xv la Germandat d'Estavillo que es va integrar en Germandat d'Àlaba entre finals del segle xv i principis del segle xvi. La Germandat estava formada pels pobles de Armiñón i Estavillo que formaven un únic concejo amb alcalde comú. Tant Armiñon com Estavillo posseïxen el títol històric de viles, encara que es desconeix que any els va ser concedit. A mitjan segle xix, amb la reforma municipal, la Germandat d'Estavillo es transforma en el municipi d'Armiñon.
Si la denominació històricament més correcta del nou municipi hagués d'haver estat Estavillo, la veritat és que per aquell temps Armiñon havia superat ja sobradament Estavillo en importància i població, el que va provocar l'adopció del nom d'Armiñon para el municipi. Lacorzana per la seva banda, va anar una vila de senyoriu pertanyent a la Germanor de la Ribera i es va integrar amb posterioritat al municipi.

## Economia
El municipi compta amb unes poques fàbriques, assentades en els marges de la carretera que va a Logronyo. Destaca l'empresa Intecsa (Indústries Tècniques de l'Escuma) que posseïx una plantilla que supera els 100 treballadors. Abans funcionaven també una totxaneria i una empresa tèxtil en el municipi situades en la mateixa ubicació.

## Administració
| 2003 | Vicente Pascual Pascual (Partit Popular (PP)) |
| 1999 | (Partit Popular (PP))                         |
| 1995 | (Partit Popular (PP))                         |
| 1991 | (Partit Popular (PP))                         |
| 1987 | (PNB)                                         |
| 1983 | (PNB)                                         |
| 1979 | (UCD)                                         |

## Demografia
| 1877 | 1900 | 1920 | 1930 | 1940 | 1950 | 1960 | 1970 | 1981 | 1991 | 2000 | 2005 |
| ---- | ---- | ---- | ---- | ---- | ---- | ---- | ---- | ---- | ---- | ---- | ---- |
| 649  | 374  | 406  | 432  | 380  | 347  | 307  | 187  | 148  | 127  | 146  | 139  |